# 印威內斯圍城戰 (1746年)
印威內斯圍城戰 (1746年)，又稱喬治堡圍城戰（英語：siege of Fort George），發生於1746年2月21日，是1745年詹姆士黨叛亂期間的戰役。

## 背景
1746年2月初，英國爭府支持者第四代勞頓伯爵約翰·坎貝爾，擁有約兩千人的部隊，其中大多來自獨立高地人連隊。 他率隊駐紮在印威內斯以迎戰查尔斯·爱德华·斯图亚特王子率領的詹姆士黨部隊，然而因後者數量龐大，卡洛登勳爵鄧肯·福布斯下令勞頓伯爵撤離印威內斯。這些獨立連隊隨後搭船先後經過克羅馬地灣、多諾赫灣，並無損進入薩瑟蘭。勞頓伯爵撤退行動使他和麾下部隊離印威內斯舊喬治堡的距離來到28英里（45），使得舊喬治堡守軍被困在3,000名詹姆士黨部隊間，且無任何救援的希望。

## 圍城戰
舊喬治堡的防線有些狹窄，原來的塔樓仍然矗立在較新的堡壘城牆內。堡壘總督喬治·格蘭特（George Grant）少校手下有兩支獨立高地連隊，分別隸屬於格蘭特地主（Laird of Grant）和羅斯領主（Master of Ross），此外還有吉斯第六團的八十多名正規軍，他們被認為是「勞登麾下最優秀的士兵（some of Loudon's best men）」。
詹姆士黨方面，部隊全權由詹姆斯·德拉蒙德指揮，這讓約翰·奧蘇利文感到惱火，因為後者認為他和埃吉耶侯爵兩人就能完美地管理軍隊。2月19日上午，奧沙利文進行偵察，發現堡壘的雙層防禦工事對詹姆士黨人來說太堅固，無法攻克，堡壘也能抵禦他們所擁有的單門大砲。然而，奧沙利文注意到堡壘地基不穩定，使得面向橋樑的稜堡容易受到地道戰的攻擊。 當天晚上，奧沙利文和詹姆斯·格蘭特（James Grant）上校派人開始挖地道。他們連夜在巴拉山（Bara Hill）上構築砲台，並於2月20日早晨利用大砲開火。
堡壘守軍無力阻止敵軍挖地道的行動，一方面他們的手榴彈作用甚微，另一方面也無法壓低砲管來對準敵方。喬治·格蘭特少校有充分理由擔心他腳下的城牆會被炸毀，因此於1746年2月21日率領堡壘守軍投降。

## 後續發展
當投降的消息傳到愛丁堡的司法書記官時，他抱怨說格蘭特本可以再拖住詹姆斯黨人幾天。而坎伯蘭公爵則驚呼他「無法解釋這是怎麼回事，或者是什麼原因造成的，但這是件愚蠢的事情」。詹姆士黨人掠奪了堡壘內的大量物資，查爾斯·愛德華·斯圖亞特王子下令拆毀幕牆，炸毀堡壘，以確保堡壘再次落入政府手中後變得毫無用處。然而，這卻讓他麾下一名法國中士在檢查未爆炸藥時因遲發而喪生。政府軍兩支被俘的獨立高地連隊在卡洛登戰役後重組，並為政府提供了有益的服役。

## 註解
1. ↑  最初在蘇格蘭高地的喬治堡是在1715年詹姆士黨叛亂（英语：Jacobite rising of 1715）後，於印威內斯堡（英语：Inverness Castle）遺址上建成，不應與後來1745年詹姆士黨叛亂結束後，於印威內斯東北建成的喬治堡（英语：Fort George, Highland）混淆。
2. ↑   "no way able to explain how, or by what it is so, but a silly affair it is"